# Mannen från Laramie
Mannen från Laramie (originaltitel: The Man from Laramie) är en amerikansk västernfilm från 1955, med James Stewart i huvudrollen. Filmen regisserades av Anthony Mann.

## Handling
Will Lockhart (James Stewart) levererar varor till den lilla isolerade staden Coronado och blir snart indragen i en fejd med en mäktig ranchfamilj. Han letar samtidigt efter de män som sålde vapen till Apache-indianerna.

## Produktionen
Mannen från Laramie är den fjärde western-filmen James Stewart gjorde tillsammans med regissören Anthony Mann.

## Rollista (i urval)
- James Stewart
- Arthur Kennedy
- Donald Crisp
- Cathy O'Donnell
- Alex Nicol
- Aline MacMahon
- Wallace Ford